# Lueheopsis burretiana
Lueheopsis burretiana är en malvaväxtart som beskrevs av Adolpho Ducke. Lueheopsis burretiana ingår i släktet Lueheopsis och familjen malvaväxter. Inga underarter finns listade i Catalogue of Life.